# Robert LeFevre
Robert LeFevre (13 de octubre de 1911-13 de mayo de 1986) fue un empresario, libertario de mercado estadounidense, personalidad de radio y principal teórico del autarquismo, una versión pacifista del anarcocapitalismo.

## Freedom School / Rampart College
En 1957, Lefevre fundó la Freedom School, que dirigió hasta 1973, en Colorado Springs, Colorado. En 1965, después de que una inundación devastase el campus, la escuela y la universidad se mudó a California. Freedom School y Rampart College fueron diseñados para educar a las personas en la filosofía de LeFevre del significado de la libertad individual y del libre mercado.  
Notables profesores de la Fredoom School o del Rampart College incluyen Rose Wilder Lane, Milton Friedman, FA Harper, Frank Chodorov, Leonard Read, Gordon Tullock, G. Warren Nutter, Bruno Leoni, James J. Martin, y Ludwig von Mises. 
Los graduados notables incluyen Roy Childs, Kerry Thornley, Fred Koch y Charles Koch, y Roger MacBride.

## Ideas
LeFevre pensó que la ley natural está por encima de la ley del Estado y para que la sociedad americana prospere económicamente, las reformas de mercado libre son esenciales. Asimismo, considera que otorgar las buenas acciones de la sociedad a su gobierno no es diferente de recompensar a los criminales por abstenerse de la actividad ilegal. Sostiene que todos los gobiernos consisten en costumbres e instituciones que controlan nuestras vidas por medio del robo de nuestra propiedad, restringiendo nuestra libertad, y poniendo en peligro nuestras vidas con la justificación de nuestra protección de nosotros mismos. 

### Pacifismo
LeFevre también fue un famoso anarcopacifista, y enseñó su estilo de libertarismo durante el decenio de 1960 en la Freedom School, más tarde Rampart College. Brian Doherty resume las ideas de las conferencias leFevrianas como la prestación de "la ley universal de que si allana la propiedad de alguien, usted lo convertirá en loco, y usted no querría eso, ¿verdad?". Aunque a menudo olvidado por los liberales libertarios de hoy en día, LeFevre predicó un profundo pacifismo que incluía el respeto a la propiedad de los agresores.
Habida cuenta de su dedicación al pacifismo, LeFevre también habló en contra de la guerra como un producto del Estado. Una vez dio un discurso llamado "Preludio al Infierno" a un Club de Leones local acerca de lo que sería como una típica ciudad americana si recibiera un bombardeo nuclear como consecuencia de "los poderosos, terribles, conflictos sin sentido que el Estado moderno crea inevitablemente". Según Doherty, LeFevre era "capaz de hacer frente a los enfadados tenientes coroneles, que asoló pacifistas en su negativa a luchar por la bandera, y explicando su teoría de los derechos humanos con tanta paciencia, tan cándidamente, que al final el coronel crujiente tunía que admitir que LeFevre tenía derecho a su espacio."
Según Robert Smith, LeFevre se convenció del poder de la resistencia no violenta después de un conflicto con un sindicato. "Yo le recuerdo contado la historia", dice Smith, "la unión de matones llegó a la estación de radio en que trabajaba. Y sólo cayó de plano sobre el suelo y se sentó allí. Ellos estaban tan desconcertados que se fueron sin golpearlo. Eso lo convenció de los principios de la no violencia."

## Influencia en el movimiento libertario
LeFevre fue influyente en los primeros movimientos liberales-libertarios, pero difiere de los libertarios modernos en dos aspectos. La mayoría de libertarios celebran el principio de no agresión en que el inicio de la fuerza o el fraude se considera moralmente malo, pero que el uso de la fuerza en defensa es aceptable. LeFevre fue más allá y tomó una postura pacifista, en la creencia de que cualquier uso de la fuerza es moralmente equivocado. El otro punto se refiere a la cuestión de las votaciones y los partidos políticos. Si bien varios libertarios de mercado creen que estos son aceptables, y, de hecho, muchos de ellos están organizados en el Partido Libertario, LeFevre pensaba que la votación en sí es un acto de agresión y se opuso a la participación en la política electoral. 
LeFevre estuvo a favor de la abolición del Estado (anarquía), pero utilizaba el término "autarquismo" (autogobierno) para describir su política, para distinguirlo de "anarquismo". En parte esto se debió a la asociación de anarquismo en la opinión pública con la violencia, por lo que LeFevre rechazaba la etiqueta "anarquista" (LeFevre Commentaries). Por otra parte probablemente fue en un evento organizado por él en 1963 que la bandera clásica del anarcocapitalismo, la aurinegra, ondeó por primera vez.

## Cultura popular
El movimiento formado por Robert LeFevre fue la base para la novela de Robert A. Heinlein, La Luna es una cruel amante. LeFevre fue la inspiración para el personaje Profesor Bernardo de la Paz, organizador de la revolución lunar en el libro. En 1988 el historiador Carl Watner publicó una biografía sobre LeFevre titulada Robert LeFevre: "Truth Is Not a Half-way Place".